# Абовян (город)
Абовя́н (арм. Աբովյան), ((з.-арм. Ապովեան)) — город и городское муниципальное сообщество в Армении, крупнейший город Котайкской области (административный центр — Раздан). Расположен в 10 км к северо-востоку от Еревана.

## География
Является городом-спутником Еревана. Через город проходит автодорога и железная дорога, связывающие столицу с северо-восточными районами страны. По этой причине Абовян называют иногда «северными воротами Еревана».
Железнодорожная станция на линии Ереван — Севан.
В 6 км от города находится курорт Арзни.

## История
На месте города находилось село Элар (упоминается ещё Степаносом Орбеляном в XIII веке), ныне район Абовяна.
В ходе исследования в 1960 году, была найдена урартская клинопись царя Аргишти I, которая повествует о завоевании Даран (доурартское название современной области Абовян) государства Улусан. Раскопки с найденными материалами доказывают, что территория была заселена с конца IV века до н. э.. Во время раскопок были обнаружены остатки крепости, также обнаружены несколько объектов и остатки трёх этапов бронзового века.
В 1961 году село было переименовано в Абовян в честь армянского писателя Хачатура Абовяна, а в 1963 году Абовян получил статус города.
В 1985 году были утверждены государственные планы по строительству в АССР опытно-эксплуатационной пассажирской магнитной железной дороги протяженностью 3,2 км, которая должна была соединить через Абовян города Ереван и Севан. Строительство должно было быть завершено в 1990 году, однако Спитакское землетрясение 1988 года и военные события стали причиной замораживания проекта.

## Население
| 1873    | 1897    | 1926    | 1939    | 1959  | 1970    | 1973    | 1976    | 1989    |
| ------- | ------- | ------- | ------- | ----- | ------- | ------- | ------- | ------- |
| 360     | ↗548    | ↗897    | ↗1024   | ↗2289 | ↗14 700 | ↗28 500 | ↗38 400 | ↗58 671 |
| 2001    | 2004    | 2010    | 2015    |       |         |         |         |         |
| ↘44 596 | ↗44 800 | ↗46 500 | ↘44 400 |       |         |         |         |         |

В городе имеется малая община курдов.

## Экономика
В советское время Абовян считался одним из важнейших промышленных центров Советской Армении, здесь действовали промышленные предприятия общесоюзного значения. Более половины промышленного производства города приходилось на точное машиностроение, около четверти —  на производство стройматериалов, и 10 % — на пищевую промышленность. Развивалось электронное приборостроение.
Так, завод «Сириус» (основан в 1967 году)  занимал территорию в 100 тыс. м² и обеспечивал работой 8300 человек, на нём работали не только абовянцы, но и специалисты из разных советских республик, которые впоследствии поселились здесь. Имел важное значение для советской электронной промышленности, производил радиоэлектронные детали и приборы, которые применялись в производстве на других предприятиях СССР. В 1992 году, после распада СССР, завод прекратил свое существование. В 2000 году по решению правительства «Сириус» был включен в программу приватизации госимущества, после этого имущество и оборудование было распродано, здание заброшено.
Помимо «Сириуса» занятость населения в городе обеспечивал также завод радиоизмерительных приборов «Чапич» и другие менее крупные заводы.
На сегодняшний день наиболее активными в Абовяне являются сферы обслуживания, общественного питания и пищевой промышленности (производство пива (в том числе «Котайк» и «Эребуни»), безалкогольных напитков, молочных продуктов).
Также в городе имеются завод железобетонных конструкций и завод биохимических препаратов, а также мебельная фабрика. 
В конце 2019 года в Абовяне открылся завод по огранке алмазов компании ADM Diamonds.

## Достопримечательности
Средневековая Церковь Святого Степаноса (Святого Стефана) расположена на близлежащем холме в районе Элар.

## Города-побратимы
- Вийёрбан (Франция)

## Галерея

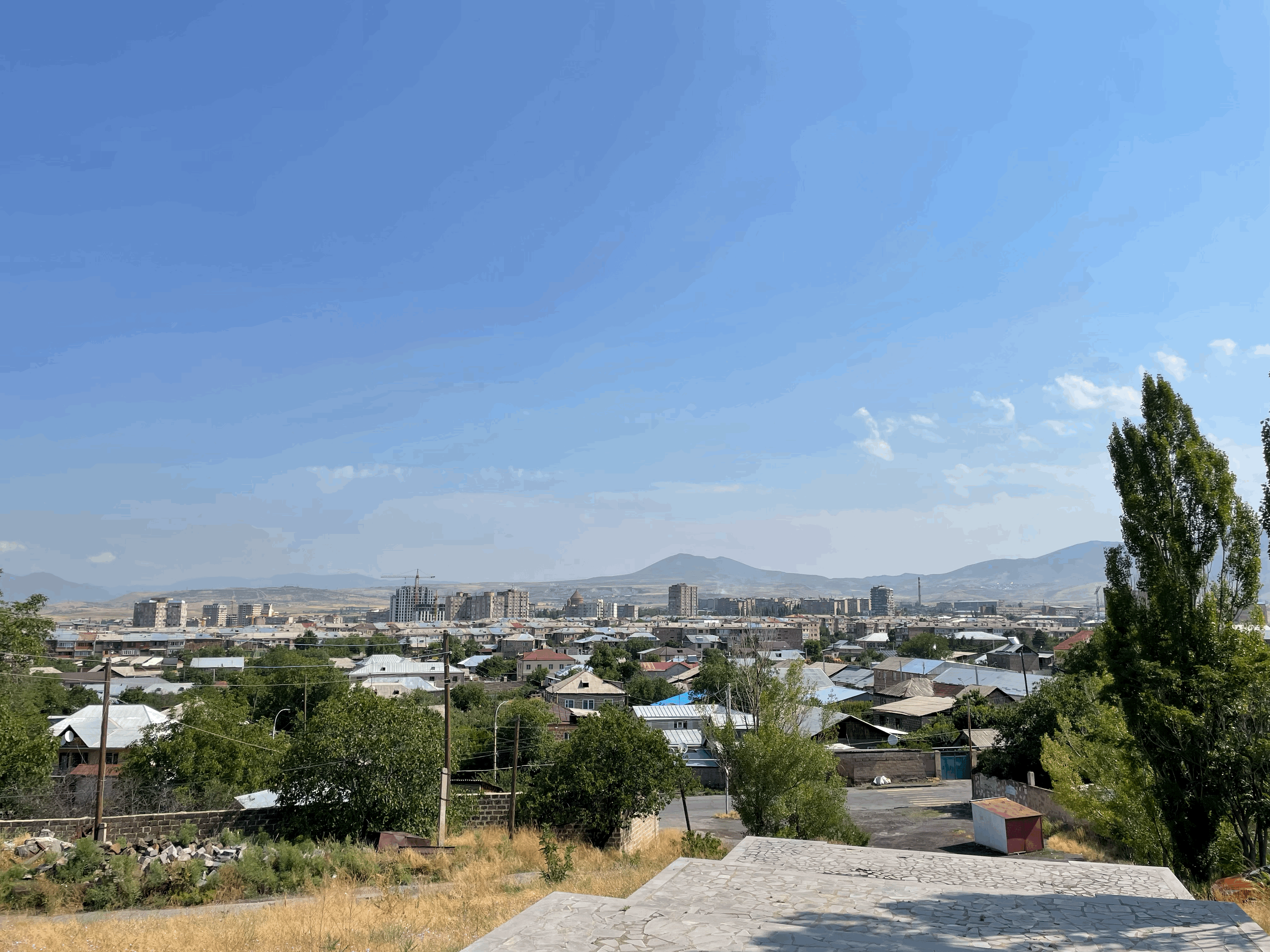
Вид на один из районов
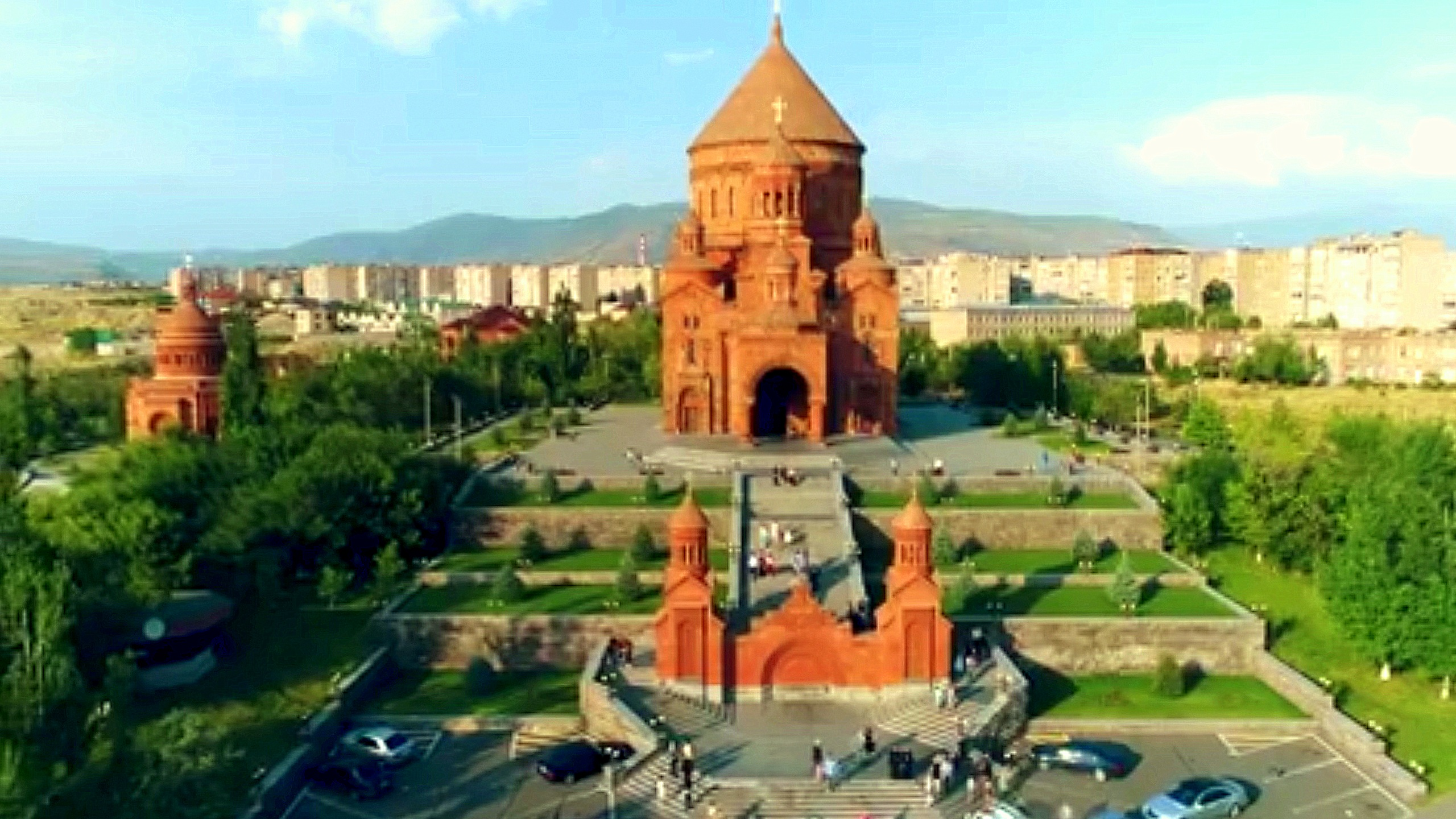
Церковь Святого Иоанна Крестителя
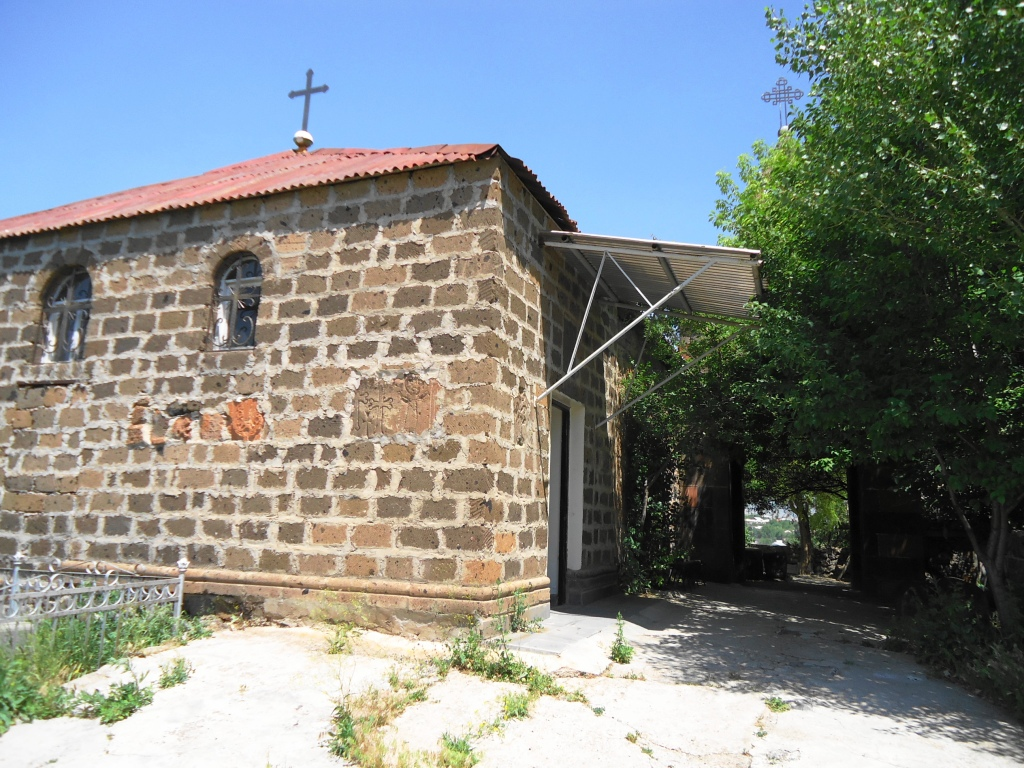
Церковь Сурб Степанос
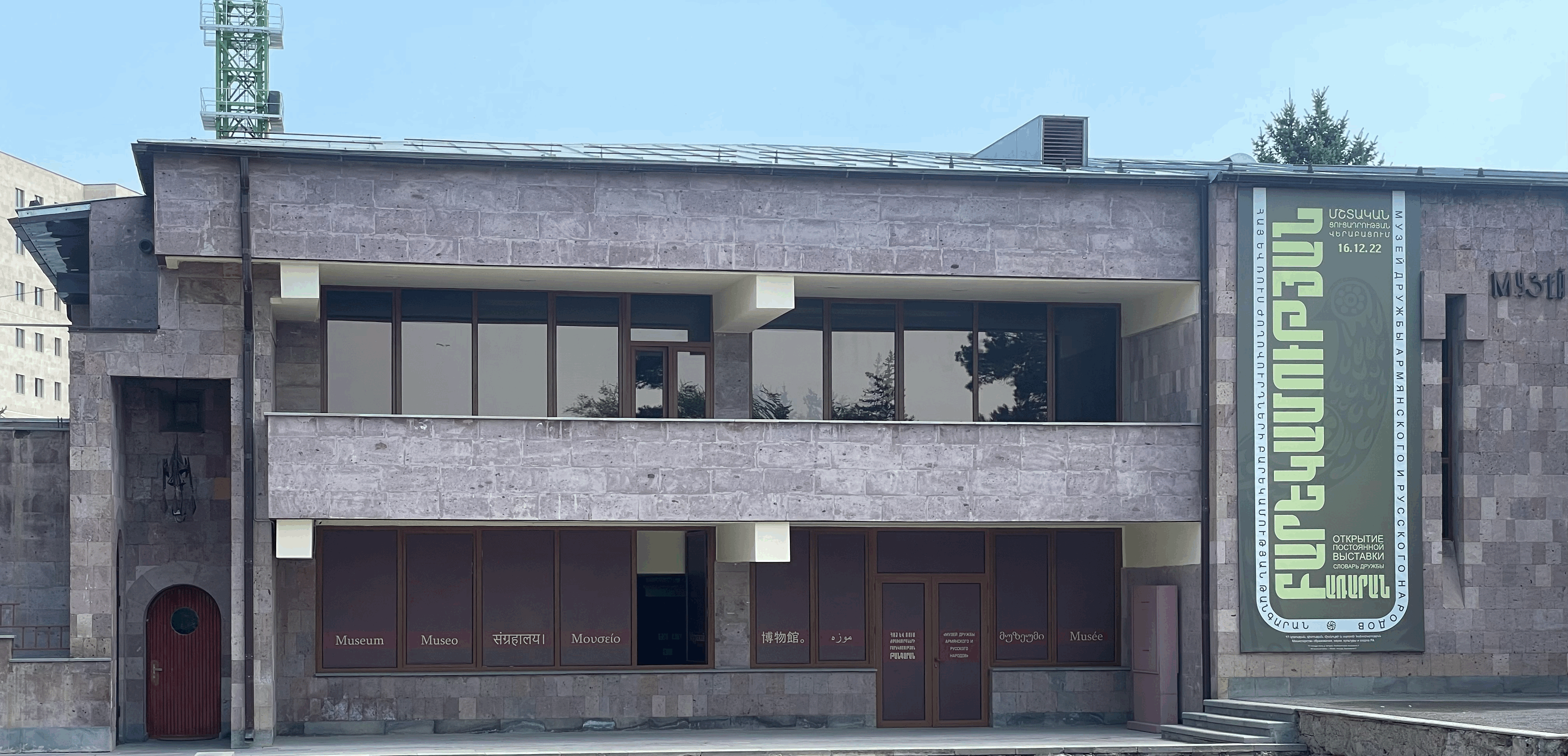
Музей исторической дружбы русского и армянского народов
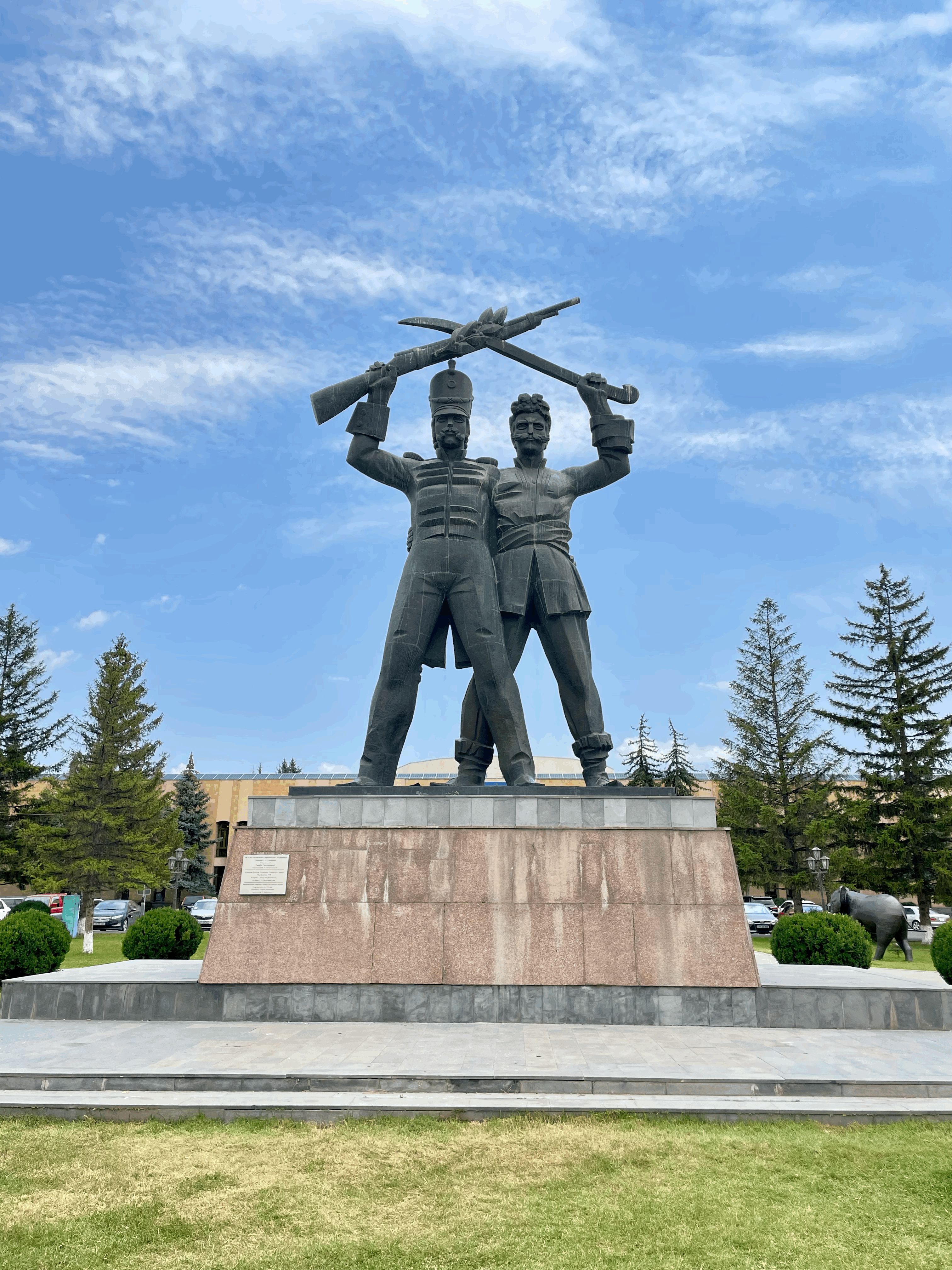
Мемориальный комплекс армяно-российской дружбе
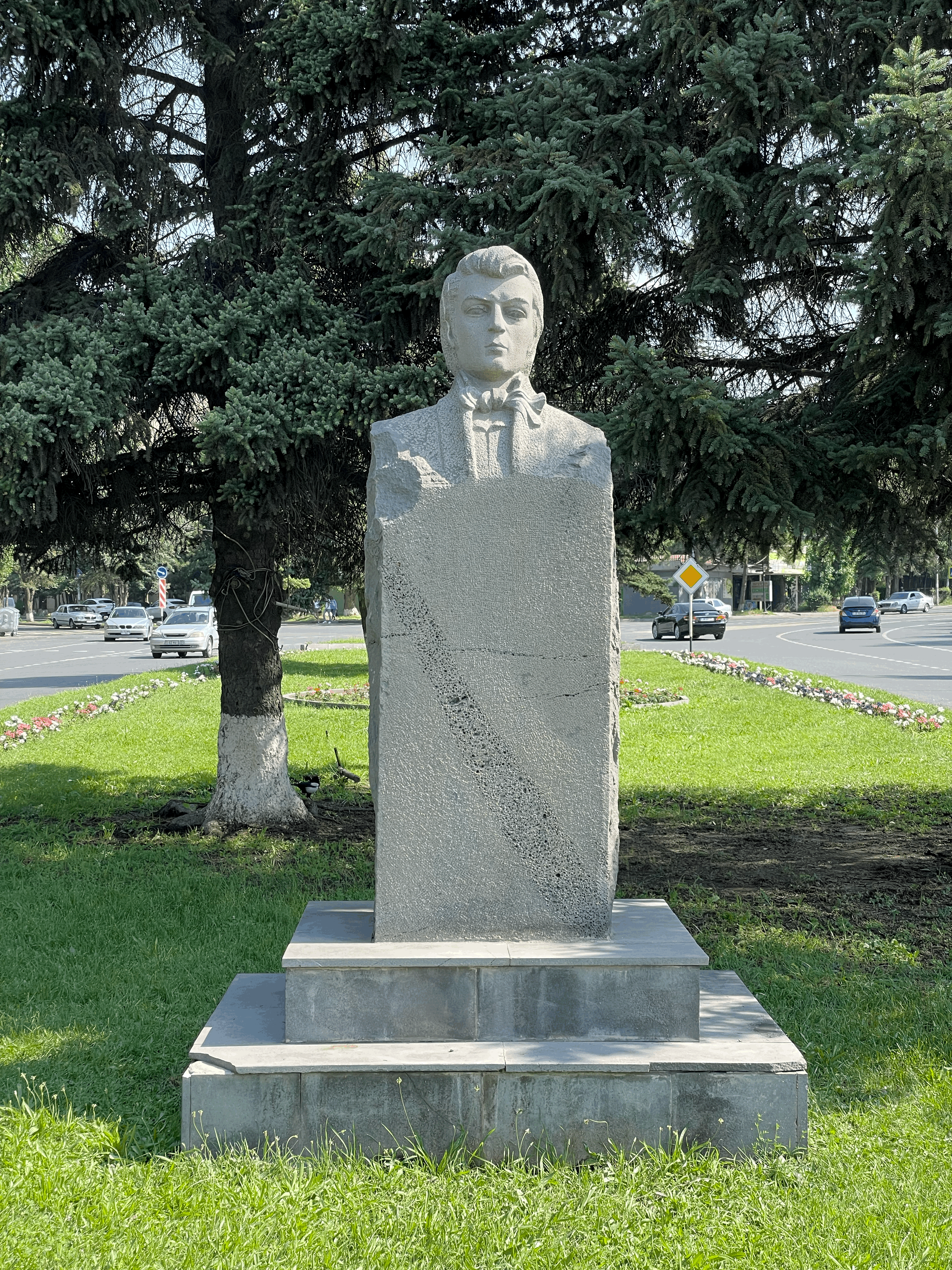
Бюст Хачатура Абовяна
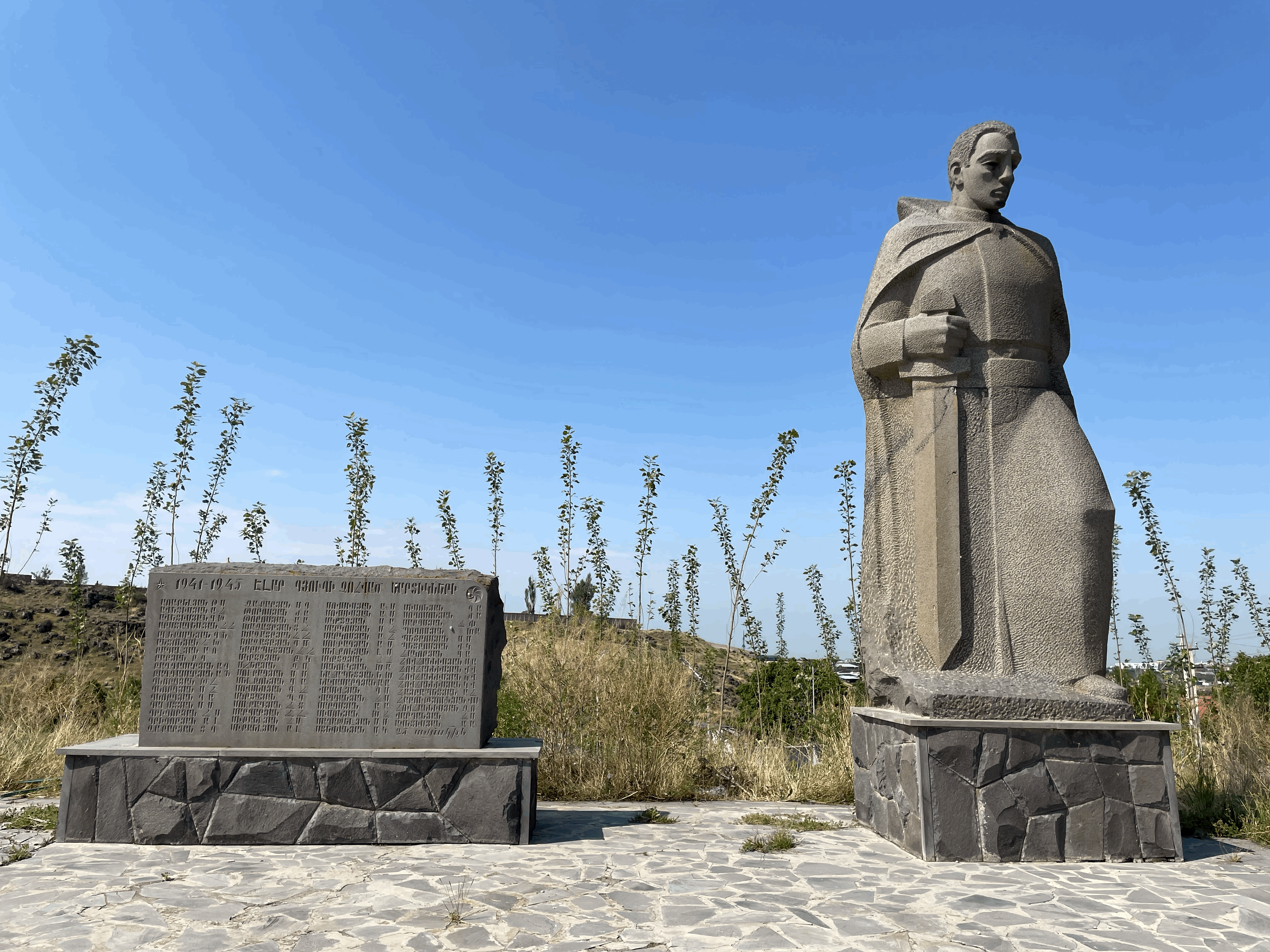
Памятник горожанам-участникам Великой Отечественной войны